# Mission de formation de l'Union européenne au Mozambique
Pour les articles homonymes, voir EUTM.
La mission de formation de l'Union européenne au Mozambique (en anglais European Union Training Mission in Mozambique ou en abrégé EUTM Mozambique) est une opération de l'Union européenne décidée dans le cadre de la politique étrangère et de sécurité commune et menée au Mozambique depuis 2021.

## Historique
À la suite de l'insurrection djihadiste au Mozambique et de la dégradation de la situation sécuritaire depuis 2021, l'Union européenne décide de lancer une nouvelle mission de formation pour une durée de 2 ans à partir du moment où la pleine capacité opérationnelle est déclarée. En mai 2024, la mission est prolongée jusqu'à juin 2026.

## Mandat
Le mandat de cette opération concerne notamment la préparation et la formation des forces armées du Mozambique afin qu'elles puissent faire face à la crise dans la province de Cabo Delgado dans le respect des droits de l'Homme. Cette formation inclut de la préparation opérationnelle, de la formation en contre-terrorisme et de l'éducation sur la protection des civiles dans le cadre des conflits armés
L'EUTM Mozambique a pour mission la formation de 11 compagnies dont 5 compagnies de fusiliers marins à Katembe et 6 compagnies des forces spéciales à Chimoio.

## Sources

## Compléments